# Listă de conducători de stat din 1650
1646 - 1647 - 1648 - 1649 - 1650 - 1651 - 1652 - 1653 - 1654
Aceasta este o listă a conducătorilor de stat din anul 1650:

## Europa
- Austria (Innsbruck): Ferdinand Carol (arhiduce din dinastia de Habsburg, ramura de Tirol, 1646-1662)
- Austria (Viena): Ferdinand al III-lea (arhiduce din dinastia de Habsburg, 1637-1657; totodată, rege al Ungariei, 1637-1657; totodată, rege al Cehiei, 1637-1657; totodată, rege al Germaniei, 1637-1657; totodată, împărat occidental, 1637-1657)
- Bavaria: Maximilian I (duce din dinastia de Wittelsbach, 1597-1651; principe elector, din 1623)
- Brandenburg: Frederic Wilhelm (mare principe elector din dinastia de Hohenzollern, 1640-1688; totodată, duce de Prusia, 1640-1688)
- Cehia: Ferdinand al III-lea (rege din dinastia de Habsburg, 1637-1657; totodată, arhiduce de Austria, 1637-1657; totodată, rege al Ungariei, 1637-1657; totodată, rege al Germaniei, 1637-1657; totodată, împărat occidental, 1637-1657)) și Ferdinand al IV-lea (rege din dinastia de Habsburg, 1646-1654; ulterior, rege al Ungariei, 1647-1654)
- Crimeea: Islam Ghirai al III-lea ibn Selamet (han din dinastia Ghiraizilor, 1644-1654)
- Danemarca: Frederik al III-lea (rege din dinastia de Oldenburg, 1648-1670)
- Florența: Ferdinand al II-lea (mare duce din familia Medici, 1621-1670)
- Franța: Ludovic al XIV-lea cel Mare (rege din dinastia de Bourbon, 1643-1715)
- Genova: Giacomo De Franchi (doge, 1648-1650) și Agostino Centurione (doge, 1650-1652)
- Germania: Ferdinand al III-lea (rege din dinastia de Habsburg, 1637-1657; totodată, arhiduce de Austria, 1637-1657; totodată, rege al Ungariei, 1637-1657; totodată, rege al Cehiei, 1637-1657; totodată, împărat occidental, 1637-1657)
- Gruzia: Rostom (rege din dinastia Bagratizilor, 1632-1656/1658; ulterior, rege în Kakhetia, 1648-1656)
- Gruzia, statul Imeretia: Alexandru al II-lea (rege din dinastia Bagratizilor, 1639-1660)
- Gruzia, statul Kakhetia: Rostom (rege din dinastia Bagratizilor, 1648-1656; totodată, rege al Gruziei, 1632-1656/1658)
- Imperiul occidental: Ferdinand al III-lea (împărat din dinastia de Habsburg, 1637-1657; totodată, arhiduce de Austria, 1637-1657; totodată, rege al Ungariei, 1637-1657; totodată, rege al Cehiei, 1637-1657; totodată, rege al Germaniei, 1637-1657
- Imperiul otoman: Mehmed al IV-lea (sultan din dinastia Osmană, 1648-1687)
- Lorena Superioară: Carol al IV-lea (al III-lea) (duce din dinastia de Lorena-Vaudemont, 1624-1675; duce titular, din 1633)
- Mantova: Carlo al II-lea (duce din casa Gonzaga-Nevers, 1637-1665)
- Modena: Francesco I (duce din casa d'Este, 1629-1658)
- Moldova: Vasile Lupu (domnitor, 1634-1653)
- Monaco: Onorato al II-lea (senior din casa Grimaldi, 1604-1662; principe, din 1619)
- Olanda: Wilhelm al II-lea (stahouder din dinastia de Orania, 1647-1650)
- Parma și Piacenza: Ranuccio al II-lea (duce din casa Farnese, 1646-1694)
- Polonia: Ioan al II-lea Cazimir (rege din dinastia Vasa, 1648-1668)
- Portugalia: Joao al IV-lea (rege din dinastia de Braganca, 1640-1656)
- Prusia: Frederic Wilhelm (duce din dinastia de Hohenzollern, 1640-1688; totodată, mare principe elector de Brandenburg, 1640-1688)
- Rusia: Aleksei Mihailovici (țar din dinastia Romanov, 1645-1676)
- Savoia: Carlo Emmanuele al III-lea (duce, 1638-1675)
- Saxonia: Johann Georg I (principe elector din dinastia de Wettin, 1611-1656)
- Spania: Filip al IV-lea (rege din dinastia de Habsburg, 1621-1665)
- Statul papal: Innocențiu al X-lea (papă, 1644-1655)
- Suedia: Kristina (regină din dinastia Wasa, 1632-1654)
- Transilvania: Gheorghe Rakoczi al II-lea (principe, 1648-1660)
- Țara Românească: Matei Basarab (domnitor, 1632-1654)
- Ungaria: Ferdinand al III-lea (rege din dinastia de Habsburg, 1637-1657; totodată, arhiduce de Austria, 1637-1657; totodată, rege al Cehiei, 1637-1657; totodată, rege al Germaniei, 1637-1657; totodată, împărat occidental, 1637-1657) și Ferdinand al IV-lea (rege din dinastia de Habsburg, 1647-1654; totodată, rege al Cehiei, 1646-1654)
- Veneția: Francesco da Molin (doge, 1646-1655)

## Africa
- Așanti: Oti Akenten (așantehene, cca. 1630-cca. 1660)
- Bagirmi: Burkomanda I (mbang, 1635-1665)
- Benin: Ahenzae (obba, cca. 1640-cca. 1661)
- Buganda: Mutebi, Juko și Kayemba (kabaka, 1644-1674)
- Congo: Garcia al II-lea (Nkanga a Lukeni) (mani kongo, 1641-1663)
- Dahomey: Dakodonu (rege, cca. 1625-1645/1650), Ganye Hesu (rege, 1645/1650) și Wegbaja Aho Adunzu (rege, 1645/1650-1680/1685)
- Darfur: Sulaiman Solong (sultan, cca. 1640-?)
- Ethiopia: Fasiladas (Seltan Sagad al II-lea) (împărat, 1632-1667)
- Imerina: Andriantsitakatrandriana (rege, cca. 1630-cca. 1650) și Andriantsimitoviaminandriandehibe (rege, cca. 1650-cca. 1670)
- Imperiul otoman: Mehmed al IV-lea (sultan din dinastia Osmană, 1648-1687)
- Kanem-Bornu: Umar al III-lea (Hadj Omar) (sultan, cca. 1639-cca. 1657)
- Lunda: Mwaant Luseeng (mwato-yamvo, cca. 1630-cca. 1660)
- Maroc: Moulay Mohammed (I) ibn Șarif (conducător din dinastia Alaouită, 1640-1664)
- Munhumutapa: Mavura al II-lea Mhande Filip (rege din dinastia Munhumutapa, 1629-1652)
- Oyo: Ajagbo (rege, ?-?) (?) și Odaravu (rege, ?-?) (?)
- Rwanda: Mutara I Seemugesi (Mutara I Muyenzi) (rege, cca. 1648-cca. 1672)
- Sennar: Badi al II-lea (Abu Dikan) ibn Rubat (sultan, cca. 1645-1680)
- Wadai: Abd al-Karim I ibn Djame (sultan, cca. 1635-1655)

## Asia

### Orientul Apropiat
- Iran: Abbas al II-lea (șah din dinastia Safavidă, 1642-1666)
- Imperiul otoman: Mehmed al IV-lea (sultan din dinastia Osmană, 1648-1687)
- Yemen, statul Sanaa: al-Mutauakkil Ismail (imam, 1644-1676)

### Orientul Îndepărtat
- Atjeh: Tadj al-Alam Safiyyat ad-Din Șah (principesă, 1641-1675)
- Birmania, statul Arakan: Thado (rege din dinastia de Mrohaung, 1645-1652)
- Birmania, statul Toungoo: Pindale (rege, 1648-1661)
- Cambodgea: Preah Bat Samdech Preah Reamea Thippadey (Ramadhipati) (rege, 1642-1658)
- China: Guiwang (Zhu Youlang) (împărat din dinastia Ming de sud, 1647-1662)
- China: Shizu (Fulin) (împărat din dinastia manciuriană Qing, 1644-1661)
- Coreea, statul Choson: Hyojong (Yi Ho) (rege din dinastia Yi, 1650-1659)
- India, statul Moghulilor: Khurram Șihab ad-din Muhammad (Șah Jahan I) (împărat, 1628-1657)
- India, statul Vijayanagar: Ranga al III-lea (rege din dinastia Aravidu, 1642-1664)
- Japonia: Go-Komyo (împărat, 1643-1654) și Iemitsu (principe imperial din familia Tokugaua, 1623-1651)
- Laos, statul Lan Xang: Tone-Kham (rege, 1639-1654)
- Maldive: Ibrahim Iskandar I (sultan, 1648-1687)
- Mataram: Amangkurat I (Sunan Tegalwangi) (sultan, 1645-1677)
- Nepal (Benepa): Jagatprakasamalla (rege din dinastia Malla, 1642-1663)
- Nepal (Kathmandu): Pratapamalla (rege din dinastia Malla, 1639-1689)
- Nepal (Lalitpur): Siddhi Marasimhamalla (rege din dinastia Malla, cca. 1620-1657)
- Nepal, statul Gurkha: Șri Krișna Șah (rajah, 1642-1655/1658)
- Sri Lanka, statul Kandy: Rajasinha (rege, 1635-1687)
- Thailanda, statul Ayutthaya: Prasattong (rege, 1630-1655)
- Tibet: rJe bLo-bzang nGag-dbang T'u-btsan Jigs-med rgya-mtsho (P'yong-rgyas) (dalai lama, 1617-1682)
- Tibet: Panchen bLo-bzang Ch'os-kyi rgyal mtshan (Chokyi Gyaltsen) (panchen lama, 1569-1662)
- Vietnam, statul Dai Viet: Le Than-tong (Uyen hoang-de) (rege din dinastia Le târzie, 1619-1643, 1649-1662)
- Vietnam (Hanoi): Mac Kinh Vu (rege din dinastia Mac, 1638-1677)
- Vietnam (Hue): Nguyen Phuc Tan (rege din dinastia Nguyen, 1648-1687)
- Vietnam (Taydo): Trinh Trang (rege din dinastia Trinh, 1623-1657)